# Randschale
Randschalen (auch Lippenschalen, englisch: Lip cup) sind eine Form der altgriechischen attischen Kleinmeister-Schalen.
Randschalen wurden etwa seit der Mitte des 6. Jahrhunderts v. Chr. in Athen produziert. Sie sind den Gordionschalen ähnlich, doch ist bei ihnen die Schalenlippe weniger unvermittelt vom restlichen Schalenkörper abgesetzt. Der Schalenfuß ist hoch und hat breite Standplatten. Vor allem bei den frühen Exemplaren sind die Füße hohl, konisch und die Fußwände haben eine gleichmäßige Dicke.

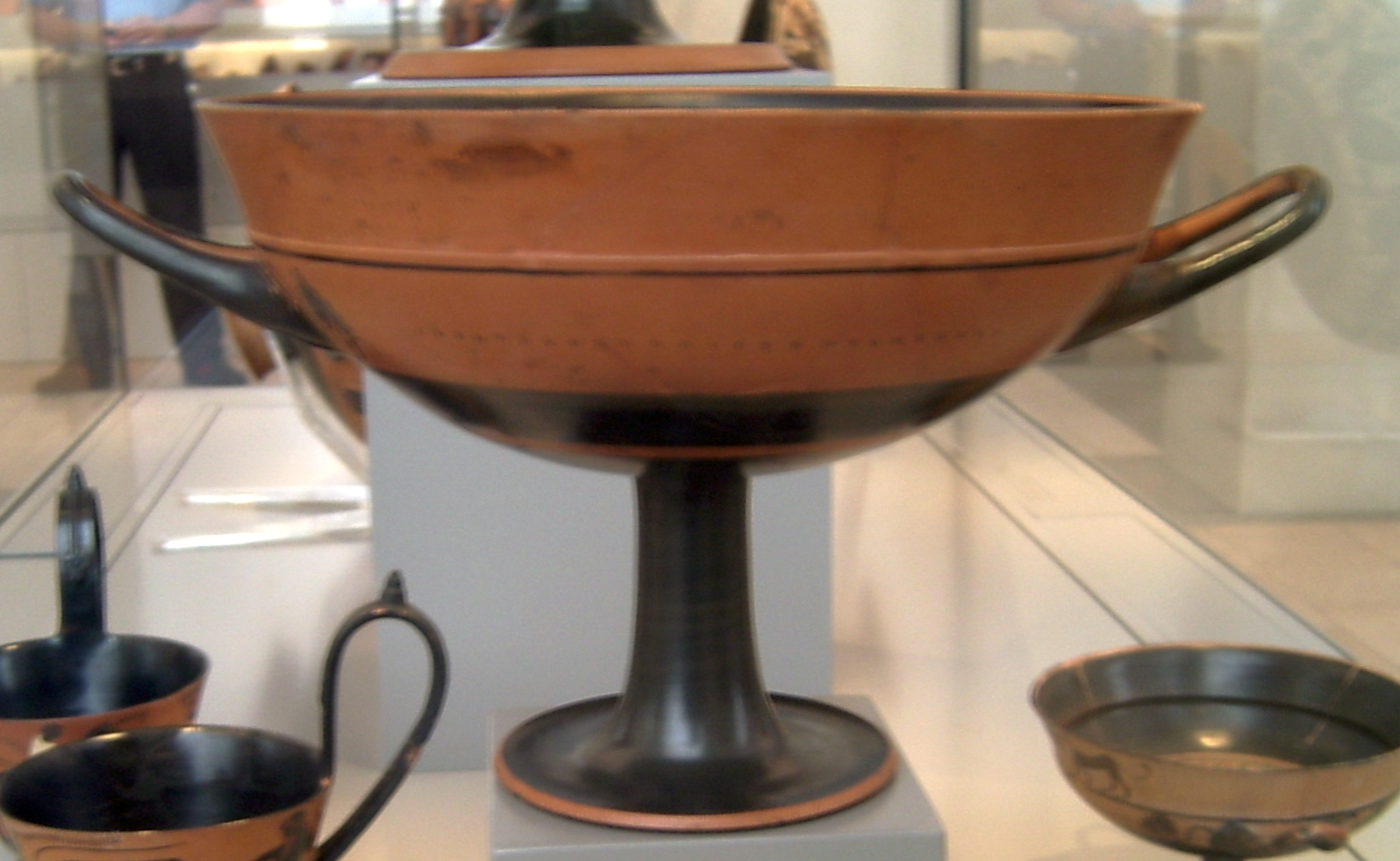
Attische Randschale mit der Signatur des Töpfers Xenokles, um 540/530 v. Chr., Antikensammlung Berlin

Bemalt wurde diese Schalenform auf der Schalenlippe. Meist im Zentrum der Vorder- und Rückseite finden sich eine bis drei Figuren, die auf Tongrund aufgetragen wurden. Vollständige mythische Szenen wurden also nur selten dargestellt. Nicht selten wird die Lippe gänzlich unverziert gelassen. Weitere Verzierungen gibt es in der Henkelzone. Hier finden sich fast immer Inschriften zwischen den Henkelpalmetten und ein aufgemalter Streifen nahe dem oberen Rand. Selten werden die Palmetten durch Tiere oder Menschengestalten ersetzt. Die Inschriften können einen Sinnspruch wiedergeben oder nur eine sinnfreie Aneinanderreihung von Buchstaben zeigen, was eine ornamentale Funktion für die Inschriften nahelegt. Im Inneren der Schale finden sich oft figürliche Rundbilder, die häufig von mit weißen Tupfen an den Spitzen versehenen Zungenmustern eingefasst wurden. Manchmal finden sich anstatt der Figuren auch Pflanzenornamente auf der Lippe. 
Es ist unbekannt, warum Rand- (etwa 570 bis 530 v. Chr.) und Bandschalen (etwa 560 bis 530 v. Chr.) so lange nebeneinander existierten. Möglicherweise hatten beide Varianten ihre jeweiligen Vorzüge. So war es sicher angenehmer von einem undekorierten schwarzen Rand einer Bandschale zu trinken, dafür bewirkte ein kräftiger Grat unterhalb der Lippe der Randschalen, dass hier der Wein beim Trinken nicht so leicht überschwappen konnte. Schwieriger in der Herstellung waren die Randschalen. Eine Sonderform der Randschalen ist die Kopfschale.
Bekannte Künstler dieser Schalengattung sind Tleson, Sakonides, Hermogenes, Epitimos, Xenokles, der Xenokles-Maler, der Taleides-Maler, der Phrynos-Maler und Phrynos.